# George Glyn (2e baron Wolverton)
George Grenfell Glyn (10 février 1824 – 6 novembre 1887), est un homme politique libéral britannique. Il occupe des postes dans trois des administrations libérales de William Ewart Gladstone.

## Jeunesse
Wolverton est l'aîné des neuf fils du banquier George Glyn (1er baron Wolverton), et de son épouse Marianne, fille de Pascoe Grenfell. Son grand-père, Sir Richard Carr Glyn, 1er baronnet, de Gaunt's House, et son arrière-grand-père, Sir Richard Glyn, 1er baronnet, d'Ewell, sont d'éminents banquiers londoniens, tous deux ayant été lord-maire de Londres.

## Carrière politique
Il est élu au Parlement pour Shaftesbury en tant que libéral en 1857, un siège qu'il occupe jusqu'à ce qu'il succède à son père en 1873 et entre à la Chambre des lords . En 1868, il est nommé secrétaire parlementaire du Trésor dans la première administration de William Ewart Gladstone, poste qu'il occupe jusqu'en 1873, date à laquelle il est également admis au Conseil privé. Les libéraux quittent le pouvoir en 1874, mais lorsque Gladstone revient au pouvoir en 1880, Wolverton est nommé payeur général. Il conserve ce poste jusqu'à la démission de Gladstone en juin 1885 et l'arrivée au pouvoir des conservateurs sous Lord Salisbury.
La même année, le Parti libéral s'est divisé sur la question de l'Irish Home Rule. Wolverton soutient Gladstone et est récompensé en étant nommé maître de poste en février 1886, lorsque Gladstone est devenu premier ministre pour la troisième fois. Cependant, le gouvernement est tombé en juillet de la même année.

## Iwerne Minster
En 1876, il achète le domaine seigneurial d'Iwerne Minster dans le Dorset à la famille Bower  auquel il apporte de nombreux changements et améliorations, notamment la construction d'un grand manoir conçu par Alfred Waterhouse. Une grande partie des terres agricoles est cédée, et il poursuit sa passion pour la chasse, entretenant, jusqu'en 1879, une meute de limiers .

## Famille

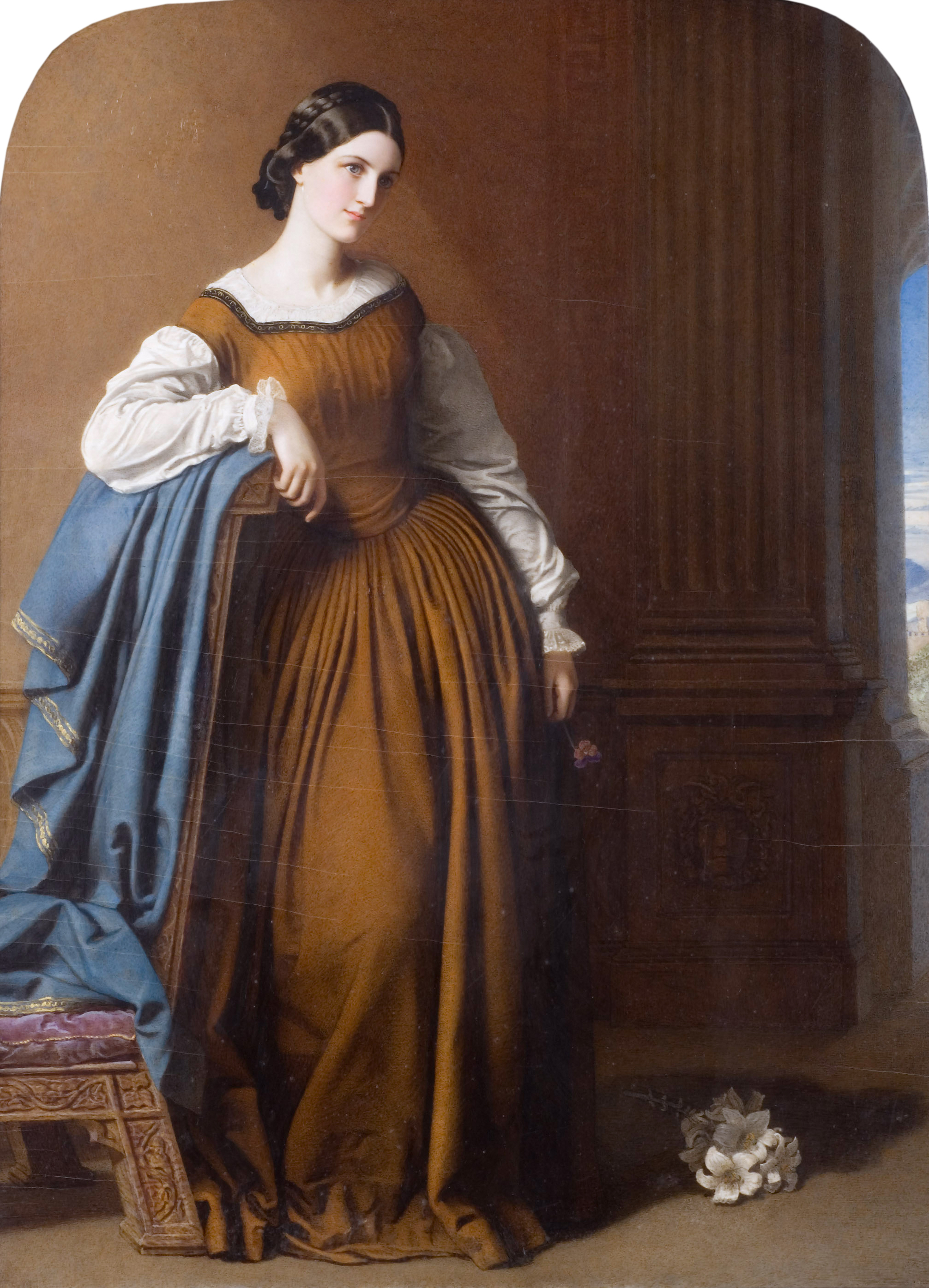
Georgiana Maria Tufnell (Robert Thorburn)

Il épouse Georgiana Maria Tufnell, fille du révérend George Tufnell, en 1848. Ils n'ont pas d'enfants. Il meurt subitement en novembre 1887, à l'âge de 63 ans, et est remplacé dans la baronnie par son neveu, Henry Glyn.
Ils vivaient à Warren House à Coombe, Kingston upon Thames. La petite maison de campagne, maintenant un centre de conférence classé Grade II, est construite dans les années 1860 pour Hugh Hammersley, puis agrandie en 1884-1886 par l'architecte George Devey .